# Choerodon anchorago
Choerodon anchorago är en fiskart som först beskrevs av Marcus Élieser Bloch, 1791.  Choerodon anchorago ingår i släktet Choerodon och familjen läppfiskar. IUCN kategoriserar arten globalt som livskraftig. Inga underarter finns listade i Catalogue of Life.